# アホテプレ
アミュ・アホテプレまたはアホテプレ (英語: Ammu Ahotepre) は、古代エジプトのエジプト第14王朝のマイナーなヒクソス、ファラオでした。

## 識別
リホルト（1997）は、トリノキヤノンの再構成で「アミュ・アアホテプレ」を特定しました。
ベッケラス（1964）は、以前にプレアメンのアーホテプレを王朝16世のファラオに割り当てていました。

## プレビュー
1. 1 2 3 4  Ryholt 1997: 50
2. ↑  Aahotepre on Eglyphica.de
3. 1 2  Hayes 1973: 64